# 과학고등학교
과학고등학교(科學高等學校), 약칭 과학고(科學高), 과고(科高)는 대한민국의 특수목적 고등학교의 한 종류로, 2019년 기준 전국에 20개 학교가 있다.

## 역사
1983년 경기과학고등학교부터 시작되었으며 그 후 1984년에 경남과학고등학교, 대전과학고등학교, 광주과학고등학교가 문을 열었고, 1988년에 대구과학고등학교가 문을 열고, 1989년에 충북과학고등학교, 서울과학고등학교가 문을 열었다. 초기에는 대부분의 학생들이 고등학교 2년을 수료하고 한국과학기술원으로 진학하였으나 1990년대 중반을 기점으로 과학고등학교 수가 많아지고 한국과학기술원 정원보다 과학고 학생 수가 많아지면서 서울대학교 등을 포함한 일반 대학으로도 많이 진학하게 되었다. 일부 과학고등학교의 경우 비교내신제 폐지 이전까지 서울대학교로 진학하는 비율이 상당히 높았으나 비교내신제 폐지 이후로는 상대적으로 인원이 감소하였다. 이로 인해 입시 위주 교육을 하게 되면서 설립 목적과는 달리 단순히 명문대학 진학률이 높은 명문 고등학교로 전락했다는 비판도 받고 있다.
1989년 이후로는 전북·부산(현재 한국과학영재학교)(1991), 한성·전남(1992), 강원·경북(1993), 인천·충남(1994), 제주(1999), 장영실(현재 부산)(2002), 경기북(2005), 울산(2006), 경산(2007), 세종(2008), 대구일·창원(2011), 부산일(2012)과학고등학교가 개교하였다. 대전시와 인천시에 영재학교가 생김에 따라서 인천진산(2013), 대전동신(2014)이 일반고에서 전환되어 추가되었다.
초창기에는 남학교였으나 1988년 경기과학고등학교가 남녀공학으로 전환하였고 1989년에 나머지 과학고등학교가 남녀공학으로 전환하였으며, 그 뒤에 개교한 과학고등학교는 남녀공학으로 개교하였다.

## 입시
처음 10년 정도는 전국 과학고등학교 연합으로 필기시험 문제를 출제하여 필기시험을 치고, 여기에 일반 고등학교 입시에 사용하는 체력장 점수 20점을 더하여 그 총점으로 학생을 뽑았다.
그 후 연합 필기시험은 폐지되었으며, 학교장 추천이나 경시대회, 국내외 올림피아드 수상자, 영재교육시설 수료생, 국가유공자 자녀 및 해외이민자 자녀들을 위한 특별전형, 그리고 일반전형을 통해 면접으로 학생을 선발하다가 2011학년도 신입생 선발부터 자기주도학습 전형과 과학 창의성 전형으로 전형이 크게 바뀌었다. 이러한 입시에서는 사교육을 유발하는 각종 경시대회, 영재교육원 실적 등은 모두 배제된다. 각 과학고마다 세부 전형 방식은 조금씩 다르다.

### 전형 방법
학교마다 전형방법이 다르지만 대체로 다음과 같은 형식을 갖는다.
- 자기주도학습 전형
  - 자기소개서, 교사추천서, 생활기록부를 통한 서류 평가+방문 면접+개별 면접
- 과학창의성 전형
  - 자기소개서, 교사추천서, 생활기록부를 통한 서류 평가+과학 창의성 평가
  - 모든 전형에서 사교육을 유발할 수 있는 올림피아드, 각종 경시대회, 영재교육원 등의 실적은 반영되지 않는다.

## 특징
시, 도 전체에서 지원자를 모집하므로, 다른 특수목적 고등학교들과 마찬가지로 모든 학교가 기숙사를 운영한다.
현재 모든 학교가 공립학교이며 사립 과학고등학교는 현재 한 군데도 없다.
현재 상위권 학생들은 조기 졸업 제도를 통해 고등학교 과정을 2년에 마치고 대학교로 진학한다. 일반 일반계 고등학교와 마찬가지로 조기 졸업을 하기 위해서는 교육청의 인가를 받아야 하는데, 일반계 고등학교에서는 조기 졸업에 별도의 추가적인 조기 이수반 수강이 요구되는 것과 달리 과학고등학교에서는 기본적인 교육과정의 이수만으로도 조기 졸업 인가를 받을 수 있다.
현재 과학고등학교 학생들만이 신청할 수 있는 프로그램으로는 과학영재교육 내실화를 위한 R&E(연구를 통한 교육) 프로그램이 있다. 과학고등학교 학생들을 위한 별도의 교육부 검정 교과서가 마련되어 있으며(고급물리, 고급화학, 고급생물, 고급지구과학, 고급수학 등과 실험 교과서), 교육과정은 현행 고등교육과정을 상회하여 일부 과목에서는 대학교 교재를 사용한다.

## 참고

### 전문계 고등학교
실업계에서 전환된 상당수의 특성화 고등학교가 생명과학 고등학교, 자연과학 고등학교, 조리과학 고등학교, 컴퓨터과학 고등학교와 같은 양식으로 교명을 과학고등학교로 개명하고 있으나, 이는 본 문서에서 다루는 과학고등학교와는 관련이 없다.
일부 전문계 고등학교는 전문계열 특수목적 고등학교로 지정된 경우도 있다. 해양과학고등학교중 일부 학교가 수산이나 해양계열 특목고로 지정된 경우가 있었다. 2008년 기준으로 전문계열 특목고중 과학고 명칭을 사용하는 학교로 포항해양과학고등학교, 인천해양과학고등학교, 전남생명과학고등학교, 한국생명과학고등학교, 경남해양과학고등학교, 서귀포산업과학고등학교 7개교가 있었다.
그러나 2010년 마이스터 고등학교만을 전문계열 특목고로 지정하는 개편 이후 마이스터고로 전환되어 특목고 지위를 유지한 전남생명과학고등학교를 뺀 모든 이들 학교가 특목고에서 제외됐다. 대신 다른 특성화 고등학교가 마이스터고로 전환되어, 현재는 특목고인 마이스터 고등학교중에서 과학고등학교라는 명칭을 사용하는 경우가 있는데 공군항공과학고등학교, 전남생명과학고등학교, 미림여자정보과학고등학교총 3개교가 특목고인 마이스터 고등학교로서 과학고 명칭을 사용하고 있다.

### 영재학교
영재학교는 과학고등학교와 달리 법적으로 영재교육진흥법에 의하여 관리되고 있다. 다만 (구) 부산과학고등학교였다가 영재학교로 전환되었던 한국과학영재학교는 2009년 3월 1일부로 한국과학기술원의 부설학교로 전환되는 동시에 한국과학기술원 부설 한국과학영재학교로 개명되고, 개정 한국과학기술원법의 적용을 받고 있다.
영재학교에는 한국과학기술원 부설 한국과학영재학교, 서울과학고등학교, 경기과학고등학교, 대구과학고등학교, 대전과학고등학교(2014), 광주과학고등학교(2014), 세종과학예술영재학교(2015), 인천과학예술영재학교(2016)의 8개교가 지정되어 있다.

## 과학중점 고등학교
과학중점 고등학교의 학생은 일반학교보다 심도있는 과학 교육을 받는다.

## 외국의 과학고등학교
대한민국 이외의 국가에서는 과학고등학교에 진학하기 위해서는 특수한 입시 과정이 필요하며, 국제 과학과 수학 올림피아드에서 이 학교 학생이 훈련을 받고 참가하는 경우가 많다. 학교들을 나열하면 아래와 같으며, 아래의 목록은 완전한 목록이 아니다.

### 미국의 과학고등학교
- 브롱크스 과학고등학교
- 사이언스 파크 고등학교
- 토마스 제퍼슨 과학고등학교
- 일리노이 수학과학고등학교

### 오스트레일리아의 과학고등학교
- 오스트레일리아 수학과학고등학교

### 터키의 과학고등학교
- 이스탄불 아타튀르크 과학고등학교
- 앙카라 과학고등학교
- 이즈미르 과학고등학교
- 가지안테프 과학고등학교
- 악셰히르 과학고등학교
- 말라티아 과학고등학교
- 아이든 과학고등학교
- 차나칼레 과학고등학교
- 엘라즈으 과학고등학교

### 필리핀의 과학고등학교
- 국립 세부 과학고등학교
- 마닐라 과학고등학교
- 말라얀 과학고등학교
- 마카티 과학고등학교
- 마리키나 과학고등학교
- 파라냐케 과학고등학교
- 케손 과학고등학교
- 리살 과학고등학교
- 산 파블로 과학고등학교
- 발렌수엘라 과학고등학교
- 필리핀 과학고등학교 (여러 도시에 있음)